# Bhyralinganahalli, Chiknayakanhalli
Bhyralinganahalli là một làng thuộc tehsil Chiknayakanhalli, huyện Tumkur, bang Karnataka, Ấn Độ.